# Памятник Гёте и Шиллеру
Памятник Иоганну Вольфгангу фон Гёте и Фридриху Шиллеру в Веймаре (нем. Goethe-Schiller-Denkmal) — бронзовая двойная статуя писателям Иоганну Вольфгангу фон Гёте и Фридриху Шиллеру, долгое время проживавшим в Веймаре. Памятник был торжественно открыт 1 сентября 1857 года перед зданием Немецкого национального театра в честь столетия Карла Августа Саксен-Веймар-Эйзенахского. Примечательно, что статуи обоих поэтов были отлиты в одну высоту, хотя Шиллер в действительности был на 21 см выше Гёте.
Проект памятника принадлежит скульптору из Дрездена Эрнсту Ритшелю и его помощнику Густав Адольф Киц. Литейщик Фердинанд фон Миллер из Мюнхена занимался отливкой статуи из бронзы. На обратной стороне памятника выгравированы слова: Ernst Rietschel inv. et fec. Dresden 1856, Ferd. v. Miller fudit München 1857.
Копии памятника стоят в Антинге, Сан-Франциско, Милуоки, Кливленде и Сиракузах.